# Leucochrysa (Nodita) alloneura
Leucochrysa (Nodita) alloneura is een insect uit de familie van de gaasvliegen (Chrysopidae), die tot de orde netvleugeligen (Neuroptera) behoort. 
Leucochrysa (Nodita) alloneura is voor het eerst wetenschappelijk beschreven door Banks in 1946.